# 法兰克福证券交易所

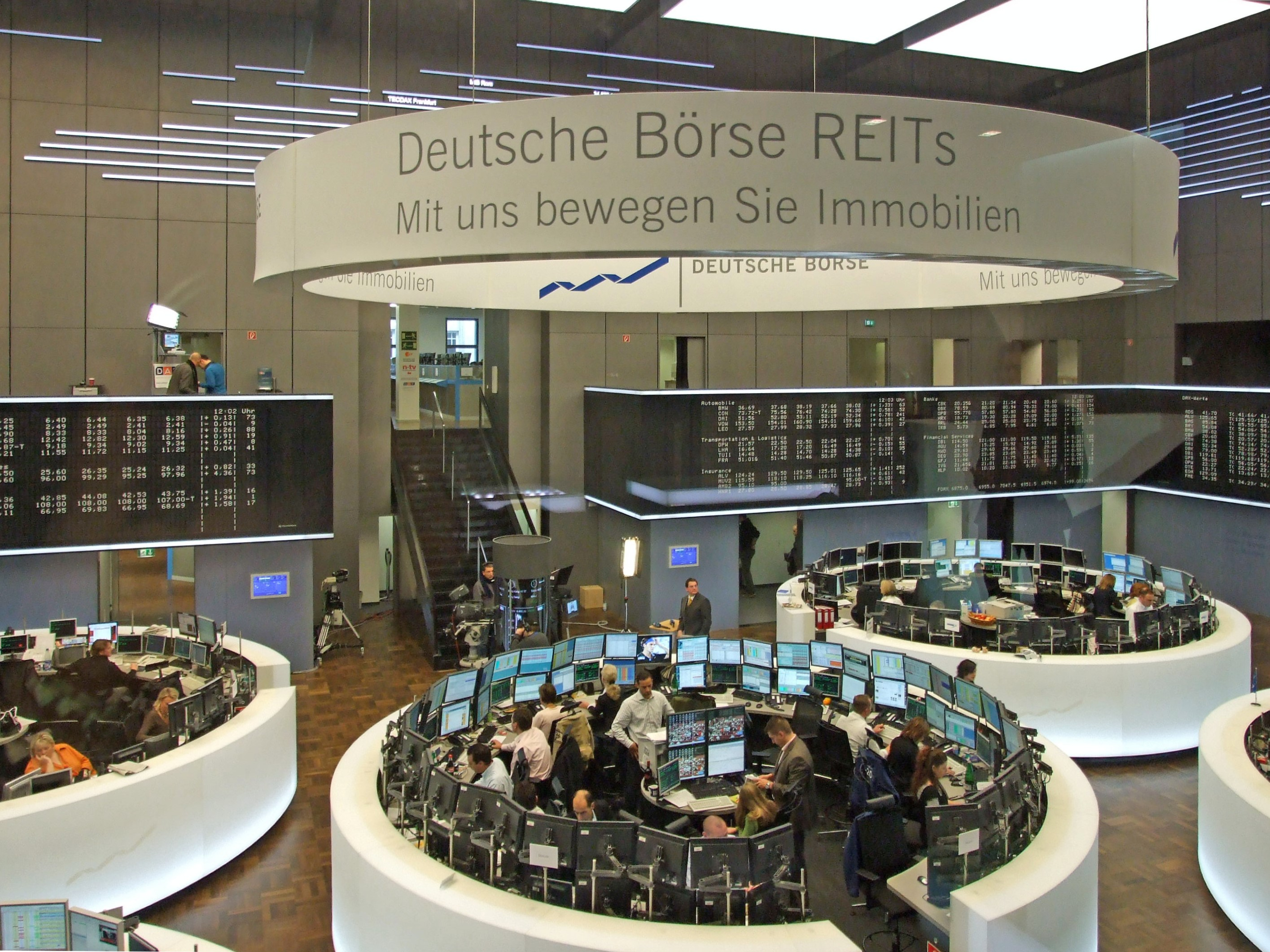
法兰克福证交所內貌（2008年）

法蘭克福證券交易所（德文：Frankfurter Wertpapierbörse，缩写：FWB；英文：Frankfurt Stock Exchange）。也是德國最大的證券交易所。而其他德國證券交易所是設在柏林（與不來梅在2003年合併）、杜塞爾多夫、漢堡、漢諾威、慕尼黑及斯圖加特。法蘭克福證券交易所是由德國證券交易所擁有及營運。

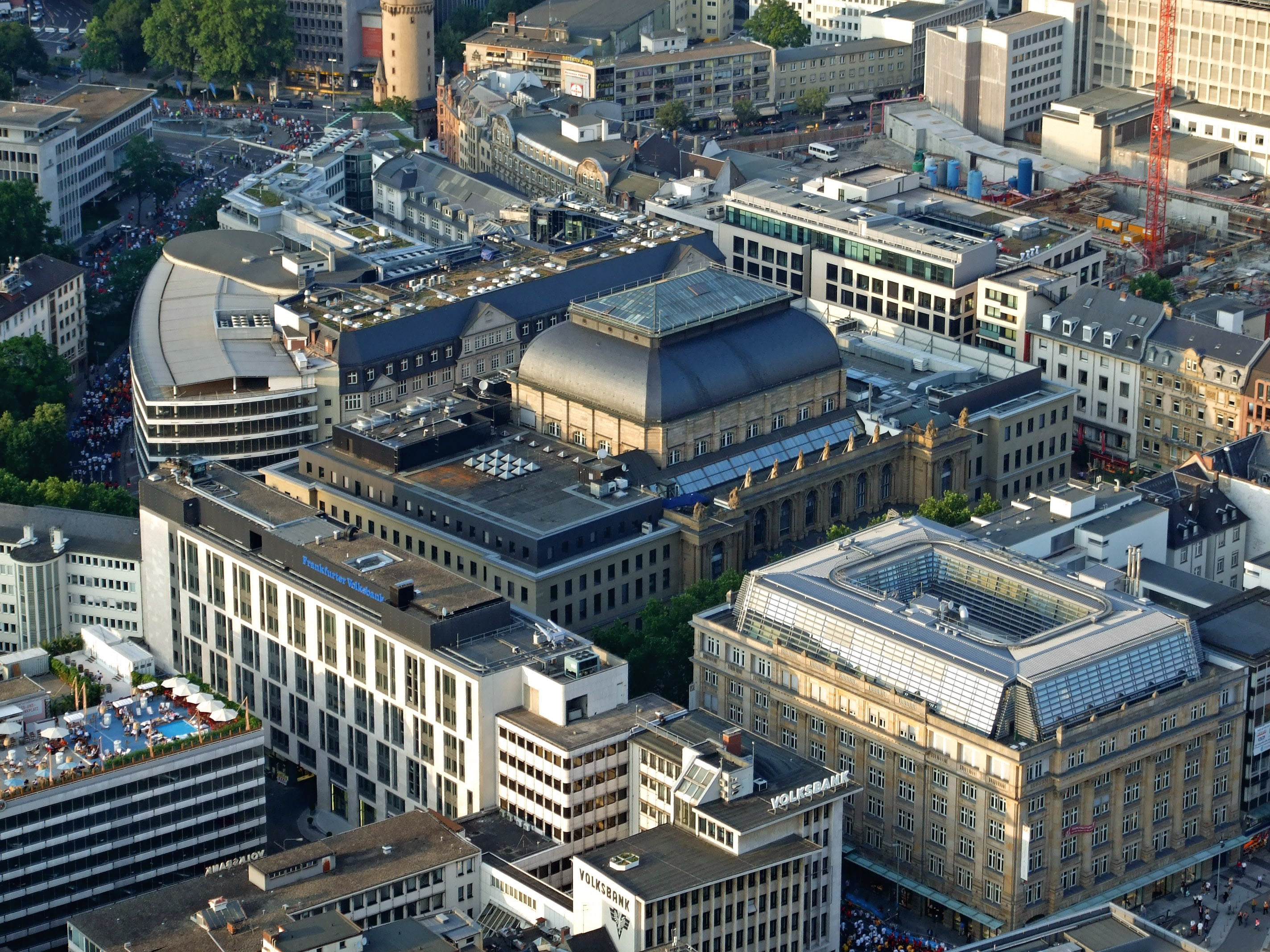
从法兰克福俯瞰交易所

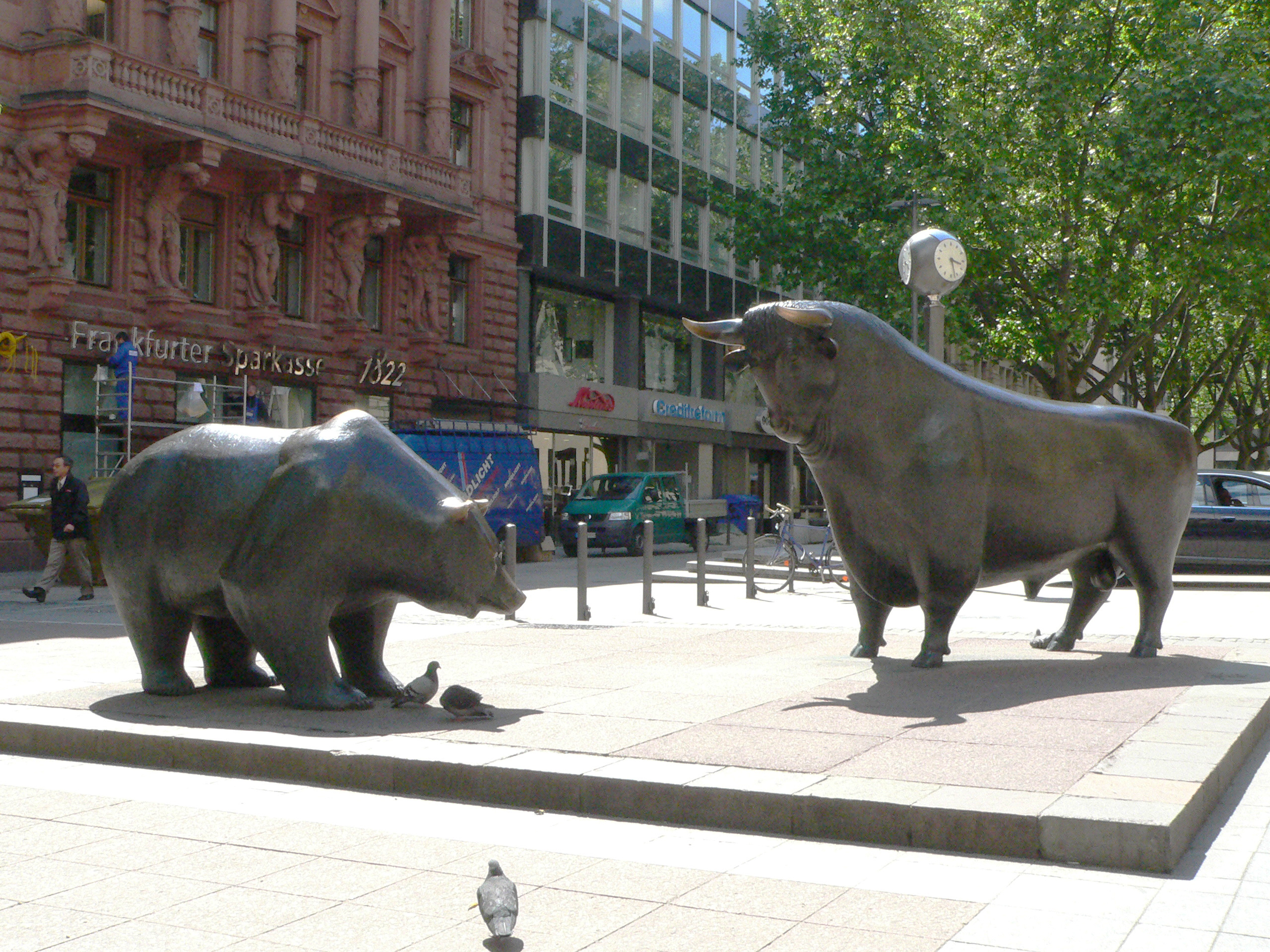
交易所门前

## 主要指數

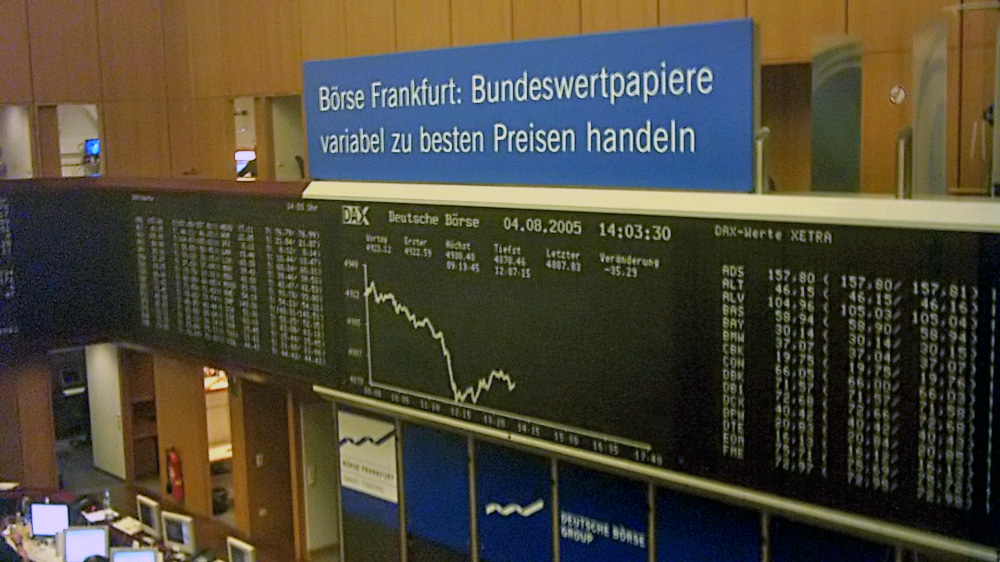
DAX指数图线

DAX指數為德國股市的指標，也是歐洲的重要指標。其他在法蘭克福證券交易所運行的指數有 DAXplus, CDAX, DivDAX, LDAX, MDAX, SDAX, TecDAX, VDAX和EuroStoxx 50 等。

## 外部連結
- 法蘭克福證券交易所